# Raymond Barre
Raymond Barre (Saint Denis; 12 de abril de 1924-París; 25 de agosto de 2007) fue un economista y político de centroderecha francés, vicepresidente de la Comisión Europea, primer ministro entre 1976 y 1981, y alcalde de Lyon entre los años 1995 y 2001.

## Biografía
Raymond Barre nació el 12 de abril de 1924 en Saint Denis en la isla de La Reunión, departamento francés de ultramar situado en el océano Índico. Estudió Economía y ciencias políticas en la Universidad de La Sorbona, y posteriormente fue profesor de Economía en el Instituto de Estudios Políticos de París y desde 1963, catedrático de Economía Política, fue también autor, en 1956 del libro Economía Política, un manual universitario muy extendido en las universidades francesas y españolas.

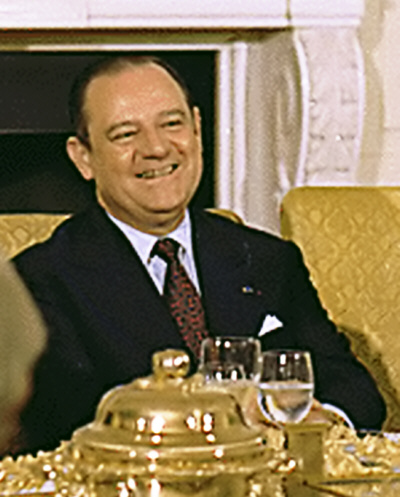
Barre en 1977

En 1959 entró en política como jefe de gabinete del ministro de industria y comercio, Juan- Marcel Jeanneney. En 1967 El presidente de Gaulle lo escogió como vicepresidente de la Comisión Europea, responsable del área económica y financiera, permaneció en Bruselas hasta enero de 1973, participando en las comisiones de Rey, Malfatti y Mansholt.
A su vuelta a Francia, Valéry Giscard d'Estaing, que lo definió como el "mejor economista de Francia", lo nombró ministro de Industria y Comercio, en el gobierno dirigido por Jacques Chirac al que sustituiría en 1976, como primer ministro, ejerciendo el cargo de 1976 a 1981, desde su puesto desarrolló una política económica de austeridad, en una época marcada por la crisis económica del petróleo. Participó como candidato del Union pour la démocratie française en las elecciones a la presidencia francesa de 1988, quedando en tercer lugar detrás de François Mitterrand y el primer ministro neogaullista Jacques Chirac. El 23 de noviembre de 1984 ingresó en la Real Academia de Ciencias Económicas y Financieras de España con el discurso "Stabilité monétaire et progrès èconomique: les leçons des années 70". En los años noventa fue alcalde de Lyon.
Falleció el 27 de agosto de 2007 en París.

## Obras
- La Période dans l'analyse économique - une approche à l'étude du temps, SEDEIS, 1950.
- Traité d'Économie Politique, Thémis économie aux PUF, première édition en 1955, réédité 15 fois depuis, traductions en espagnol, portugais, russe et arabe.
- Le Développement économique : Analyse et Politique, 1958.
- L'homme est un animal économique, 1973.
- Une politique pour l'avenir, Plon, 1981.
- Que sais-je? La désinflation, 1983.
- Réflexions pour demain, 1984, Pluriel, ISBN 2010102673.
- Au tournant du siècle, Plon, 1988.
- Questions de confiance, Flammarion, 1988.
- Un goût de liberté, JC Lattès, 2000.
- Entretiens, 2001.
- L'Expérience du pouvoir, conversations avec Jean Bothorel, Fayard, 2007, ISBN 2213630313

Prefacio
- Pour le renouveau de l'entreprise : La France au travail, de Marc Rousset